# PGC 1295177
LEDA/PGC 1295177 ist eine Galaxie mit aktivem Galaxienkern im Sternbild Jungfrau auf der Ekliptik. Sie ist schätzungsweise 1,25 Milliarden Lichtjahre von der Milchstraße entfernt.
Im selben Himmelsareal befinden sich u. a. die Galaxien NGC 4532, NGC 4543, IC 3576, IC 3591.